# Fezia
Fezia là chi thực vật có hoa trong họ Cải.